# Tetera
|  | Per a altres significats, vegeu « bullidor». |

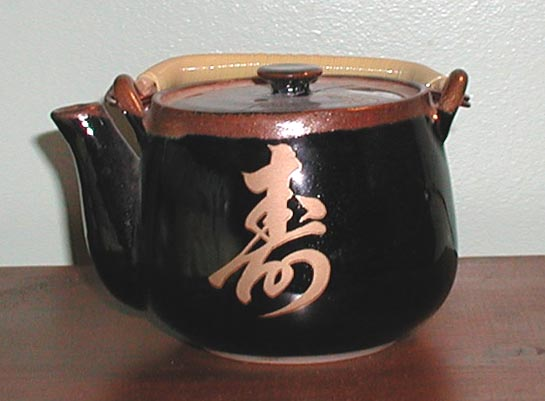
Tetera japonesa

Una tetera és un recipient on es bull el te o altres infusions com el mate en aigua mitjançant aplicació directa d'una font de calor. Sol ser un atuell de metall, porcellana, pisa o fang, proveïda de tapadora i d'un broc amb colador intern o extern.
En aquest tipus de recipient s'hi poden afegir les fulles de te directament, o també tancades dins d'una bossa de te o algun tipus de colador, llavors s'hi afegeix l'aigua i s'espera que l'aigua s'escalfi (o bulli depenent del tipus de te o infusió). Una tetera també és el recipient que s'utilitza per servir el te (després de fer-lo a un altre lloc) o altres infusions en tasses o vasos.

## Teteres en el programari

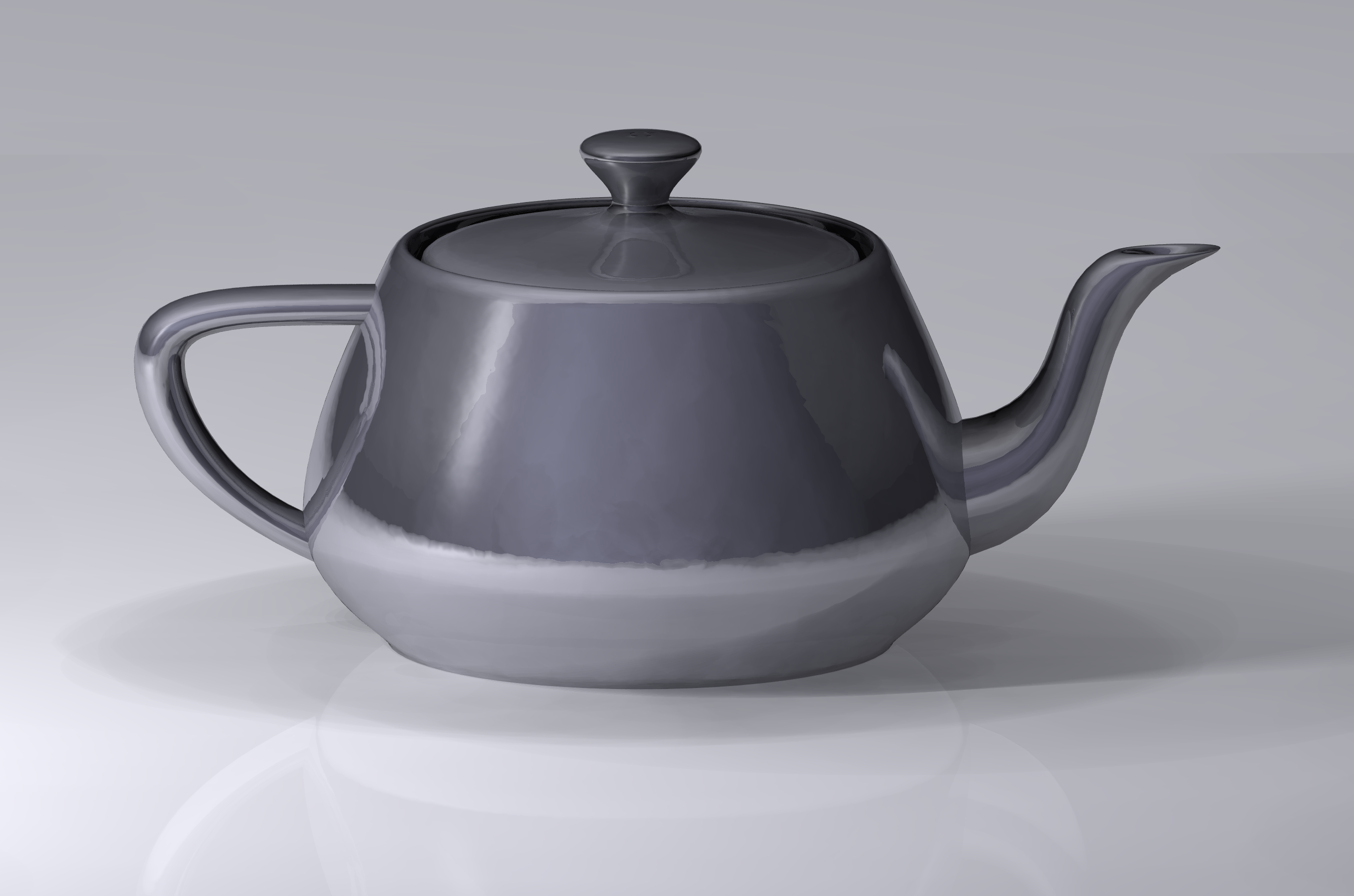
La tetera de Utah.

La tetera de Utah és una referència estàndard al disseny d'objectes en la comunitat de disseny de gràfics per ordinador. És molt comparable amb el Hello, World (Hola món) emprat en el món de la informàtica per a l'explicació simple de rutines i programes als principiants. Aquest tipus de tetera es pot trobar en paquets gràfics com ara AutoCAD, POV-Ray, OpenGL, Direct3D, i 3D Studio Max.